# Coopérative de travail associé
Une coopérative de travail associé (ou coopérative de production, ou coopérative de salariés) est une coopérative dont les membres associés majoritaires au capital sont tout ou une partie des salariés et qui repose sur le principe de démocratie économique et répartition équitable des résultats. 

## Chronologie des coopératives de travail associé
- 1831 - Premier " contrat d’association de travailleurs " par des menuisiers avec la participation de Philippe Buchez[1] qui définit avec précision un des modèles possibles d'association ouvrière
- 1834 - l'Association des Bijoutiers en Doré à Lyon constitue la première coopérative à voir le jour sous un statut ancêtre des coopératives de production[2]
- 1867 - La loi du 24 juillet 1867 sur les sociétés commerciales légalise les associations ouvrières de production en créant dans un titre III "Dispositions particulières aux sociétés à capital variable", titre préféré par le législateur à celui initialement proposé de "Société de coopération"[3]
- 1884 - Fondation de la Chambre Consultative des associations ouvrières de production de France, ancêtre de l'actuelle Confédération générale des Scop[2]

## Les coopératives de travail associé dans le monde
Les coopératives de travail associé sont représentées à l'échelon international par le Cicopa (l'organisation internationale des coopératives de production industrielle, d’artisanat et de services).

### En France
Les SCOP représentent 2 000 entreprises (dont 91 SCIC), soit 10 % des coopératives[Quand ?]. Elles sont unies au sein de la Confédération générale des SCOP.